# نامیبیا کامرشیال اوییشن
نامیبیا کامرشیال اوییشن (به انگلیسی: Namibia Commercial Aviation) یک شرکت هواپیمایی است. دفتر مرکزی نامیبیا کامرشیال اوییشن در ویندهوک، نامیبیا واقع شده‌است.